# Desa Oenitas
Desa Oenitas är en administrativ by i Indonesien.   Den ligger i provinsen Nusa Tenggara Timur, i den södra delen av landet, 1 800 km öster om huvudstaden Jakarta. Desa Oenitas ligger på ön Pulau Roti.